# Beaufort-en-Argonne
Pour les articles homonymes, voir Beaufort et Argonne.
Beaufort-en-Argonne est une commune française située dans le département de la Meuse, en région Grand Est.
Elle appartient à la communauté de communes du Pays de Stenay.

## Géographie

### Localisation
Le village de Beaufort-en-Argonne se trouve dans le Nord du département de la Meuse, à la limite du département des Ardennes.
Le territoire de la commune est limitrophe de quatre autres communes dont deux dans les Ardennes :
|                                           |                     | Laneuville-sur-Meuse |
| Belval-Bois-des-Dames (dans les Ardennes) | Beaufort-en-Argonne |                      |
| Nouart (dans les Ardennes)                | Beauclair           |                      |

### Hydrographie
La commune est dans le bassin versant de la Meuse au sein du bassin Rhin-Meuse. Elle est drainée par la Wiseppe, le ruisseau la Lieuse, le ruisseau le Royer Goulivrin, le ruisseau le Vivier, le ruisseau Dit Les Goffes, le ruisseau de la Gravelotte et le ruisseau du Juvenu,.
La Wiseppe, d'une longueur de 22 km, prend sa source dans la commune de Tailly et se jette  dans la Meuse à Stenay, après avoir traversé neuf communes. 

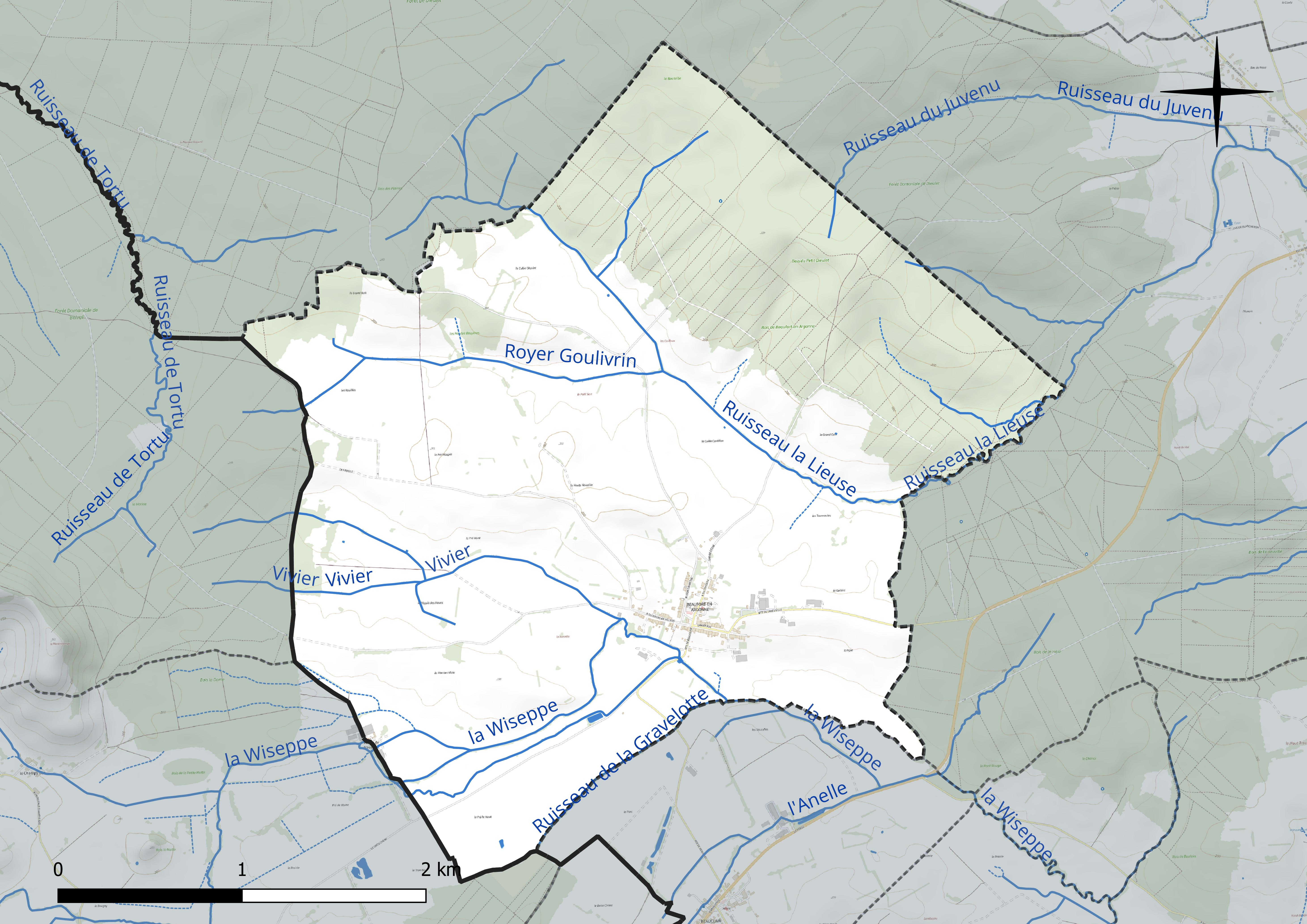
Réseau hydrographique de Beaufort-en-Argonne.

### Climat
Pour des articles plus généraux, voir Climat du Grand Est et Climat de la Meuse.
En 2010, le climat de la commune est de type climat de montagne, selon une étude du Centre national de la recherche scientifique s'appuyant sur une série de données couvrant la période 1971-2000. En 2020, Météo-France publie une typologie des climats de la France métropolitaine dans laquelle la commune est exposée à un climat océanique altéré et est dans la région climatique  Lorraine, plateau de Langres, Morvan, caractérisée par un hiver rude (1,5 °C), des vents modérés et des brouillards fréquents en automne et hiver. 
Pour la période 1971-2000, la température annuelle moyenne est de 9,8 °C, avec une amplitude thermique annuelle de 15,9 °C. Le cumul annuel moyen de précipitations est de 917 mm, avec 13,6 jours de précipitations en janvier et 9,4 jours en juillet. Pour la période 1991-2020, la température moyenne annuelle observée sur la station météorologique de Météo-France la plus proche, « Mouzay », sur la commune de Mouzay à 8 km à vol d'oiseau, est de 10,6 °C et le cumul annuel moyen de précipitations est de 789,5 mm. 
La température maximale relevée sur cette station est de 40,4 °C, atteinte le 24 juillet 2019 ; la température minimale est de −15,3 °C, atteinte le 20 décembre 2009,,. 
Les paramètres climatiques de la commune ont été estimés pour le milieu du siècle (2041-2070) selon différents scénarios d'émission de gaz à effet de serre à partir des nouvelles projections climatiques de référence DRIAS-2020. Ils sont consultables sur un site dédié publié par Météo-France en novembre 2022.

## Urbanisme

### Typologie
Au 1er janvier 2024, Beaufort-en-Argonne est catégorisée commune rurale à habitat dispersé, selon la nouvelle grille communale de densité à sept niveaux définie par l'Insee en 2022.
Elle est située hors unité urbaine et hors attraction des villes,.

### Occupation des sols
L'occupation des sols de la commune, telle qu'elle ressort de la base de données européenne d’occupation biophysique des sols Corine Land Cover (CLC), est marquée par l'importance des territoires agricoles (68,4 % en 2018), une proportion sensiblement équivalente à celle de 1990 (69,1 %). La répartition détaillée en 2018 est la suivante : 
prairies (68,4 %), forêts (28,4 %), zones urbanisées (3,1 %). L'évolution de l’occupation des sols de la commune et de ses infrastructures peut être observée sur les différentes représentations cartographiques du territoire : la carte de Cassini (XVIIIe siècle), la carte d'état-major (1820-1866) et les cartes ou photos aériennes de l'IGN pour la période actuelle (1950 à aujourd'hui).

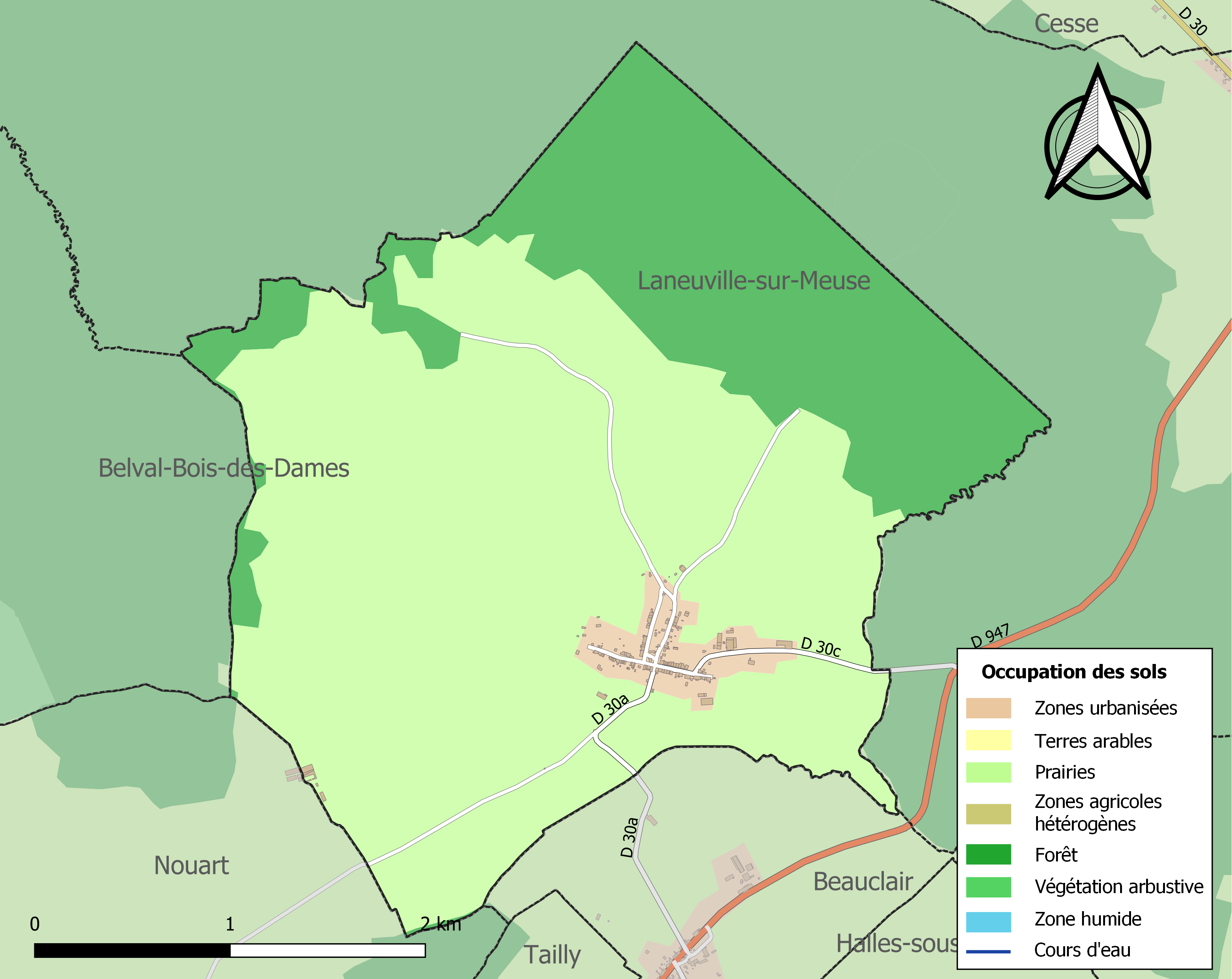
Carte des infrastructures et de l'occupation des sols de la commune en 2018 (CLC).

## Toponymie
La première mention connue du village est Bellofortis ou Bello-fortis en 1188.
D'autres noms sont à signaler, :
- Bellefort en 1683,
- Belfurt ou Belfort au XVIIe siècle,
- Beaufort en 1793 et 1801,
- Beaufort-en-Argonne en 1922.

L'Argonne est une région naturelle de la France, qui chevauche les départements de la Marne, des Ardennes et de la Meuse, à l'est du bassin parisien.

## Politique et administration
| Période                                  | Période  | Identité                                    | Étiquette | Qualité      |
| ---------------------------------------- | -------- | ------------------------------------------- | --------- | ------------ |
| Les données manquantes sont à compléter. |          |                                             |           |              |
| avant 1981                               | ?        | Bernard Santoire                            |           |              |
| mars 2001                                | En cours | Guy Santoire Réélu pour le mandat 2020-2026 |           | Ancien cadre |

## Population et société

### Démographie

#### Évolution démographique
L'évolution du nombre d'habitants est connue à travers les recensements de la population effectués dans la commune depuis 1793. Pour les communes de moins de 10 000 habitants, une enquête de recensement portant sur toute la population est réalisée tous les cinq ans, les populations de référence des années intermédiaires étant quant à elles estimées par interpolation ou extrapolation. Pour la commune, le premier recensement exhaustif entrant dans le cadre du nouveau dispositif a été réalisé en 2006.

En 2022, la commune comptait 127 habitants, en évolution de −11,81 % par rapport à 2016 (Meuse : −4,4 %, France hors Mayotte : +2,11 %).
| 1793 | 1800 | 1806 | 1821 | 1831 | 1836 | 1841 | 1846 | 1851 |
| ---- | ---- | ---- | ---- | ---- | ---- | ---- | ---- | ---- |
| 603  | 610  | 680  | 674  | 663  | 661  | 667  | 671  | 648  |

| 1856 | 1861 | 1866 | 1872 | 1876 | 1881 | 1886 | 1891 | 1896 |
| ---- | ---- | ---- | ---- | ---- | ---- | ---- | ---- | ---- |
| 493  | 473  | 467  | 410  | 406  | 375  | 354  | 345  | 343  |

| 1901 | 1906 | 1911 | 1921 | 1926 | 1931 | 1936 | 1946 | 1954 |
| ---- | ---- | ---- | ---- | ---- | ---- | ---- | ---- | ---- |
| 320  | 302  | 276  | 221  | 251  | 245  | 236  | 196  | 209  |

| 1962 | 1968 | 1975 | 1982 | 1990 | 1999 | 2006 | 2011 | 2016 |
| ---- | ---- | ---- | ---- | ---- | ---- | ---- | ---- | ---- |
| 199  | 181  | 178  | 186  | 174  | 170  | 160  | 149  | 144  |

| 2021 | 2022 | - | - | - | - | - | - | - |
| ---- | ---- | - | - | - | - | - | - | - |
| 133  | 127  | - | - | - | - | - | - | - |

#### Pyramide des âges
La population de la commune est relativement âgée.
En 2018, le taux de personnes d'un âge inférieur à 30 ans s'élève à 29,9 %, soit en dessous de la moyenne départementale (32,4 %). À l'inverse, le taux de personnes d'âge supérieur à 60 ans est de 36,8 % la même année, alors qu'il est de 29,6 % au niveau départemental.
En 2018, la commune comptait 76 hommes pour 69 femmes, soit un taux de 52,41 % d'hommes, largement supérieur au taux départemental (49,51 %).
Les pyramides des âges de la commune et du département s'établissent comme suit.
| Hommes | Classe d’âge | Femmes |
| ------ | ------------ | ------ |
| 0,0    | 90 ou +      | 1,4    |
| 8,0    | 75-89 ans    | 13,0   |
| 29,3   | 60-74 ans    | 21,7   |
| 17,3   | 45-59 ans    | 14,5   |
| 17,3   | 30-44 ans    | 17,4   |
| 13,3   | 15-29 ans    | 11,6   |
| 14,7   | 0-14 ans     | 20,3   |

| Hommes | Classe d’âge | Femmes |
| ------ | ------------ | ------ |
| 0,8    | 90 ou +      | 2,2    |
| 7,6    | 75-89 ans    | 11     |
| 20,2   | 60-74 ans    | 20,5   |
| 20,6   | 45-59 ans    | 20     |
| 17,4   | 30-44 ans    | 16,8   |
| 16,7   | 15-29 ans    | 13,6   |
| 16,8   | 0-14 ans     | 15,8   |

### Lieux et monuments

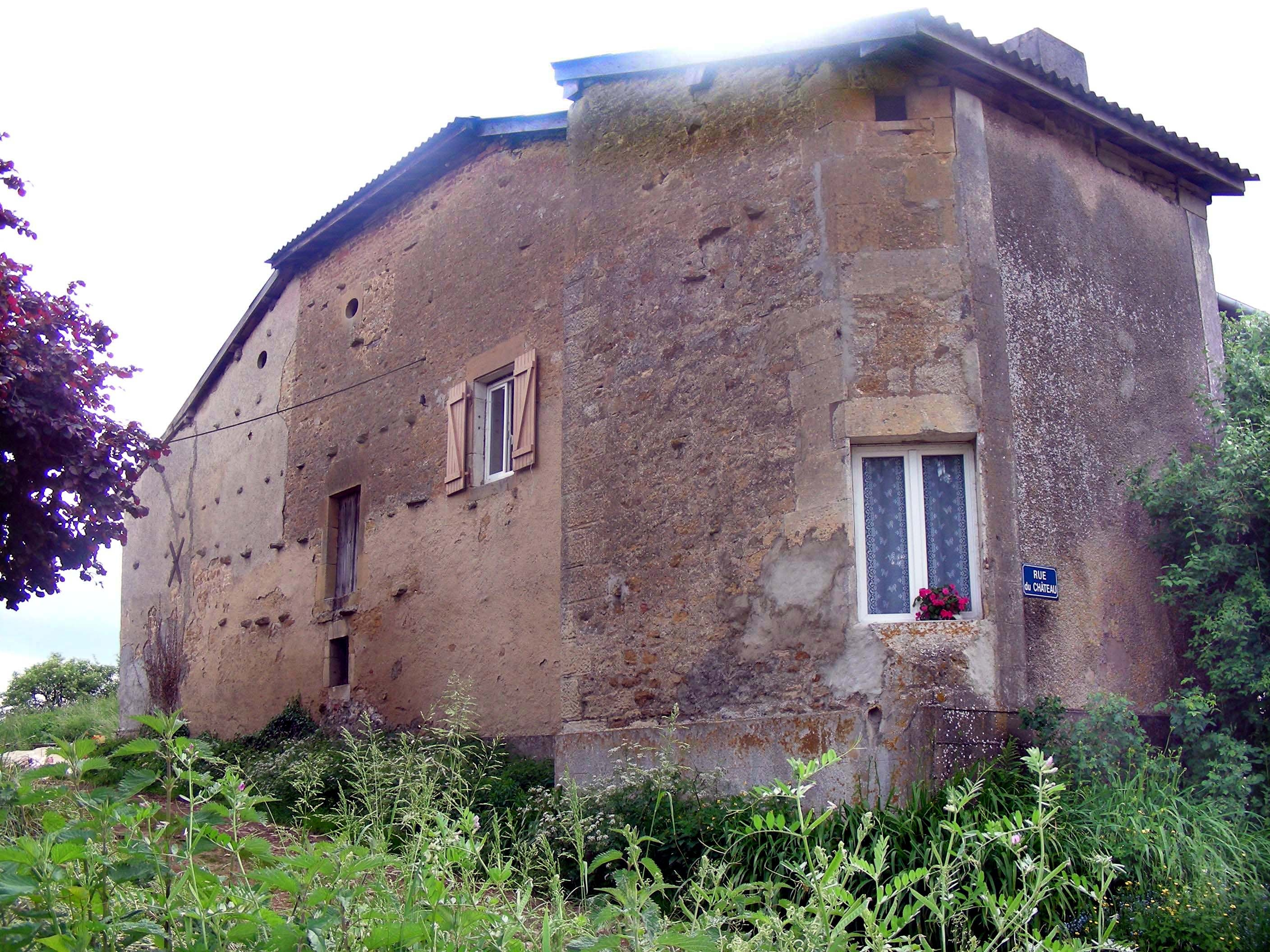
L'ancienne forteresse

## Culture locale et patrimoine

### Héraldique, logotype et devise
| Blason de Beaufort-en-Argonne | Blason  | D'azur à la tour carrée aux contreforts d'argent, ajourée du champ, maçonnée de sable, essorée de gueules et accostée de deux feuilles d'alisier torminal inclinées et adossées d'or; au chef parti, au I), de gueules à une roue de Sainte Catherine d'or, le quart chef-senestre manquant; au II) d'or, chargé de deux clous de gueules passés en sautoir. Croix de Guerre 1914 - 1918 |
| Blason de Beaufort-en-Argonne | Détails | Beaufort était Bellofortis en 1188 (belle fortification). La tour représente la maison-forte avec une tour d’angle, construite au XVIIe siècle (un linteau de la porte d’entrée est daté de 1664), des vestiges de remparts et de souterrains, rappellent que les habitants trouvaient refuge en cet édifice en cas de conflit. La roue à pointes et brisée est l'attribut de Sainte-Catherine à laquelle est vouée l'église. Le gueules rappelle le martyr de cette sainte. Les feuilles d'alisier torminal (un des princes de nos forêts) illustre l'implantation du village, à l’orée de l’immense forêt de Dieulet vitale pour le village : plus de la moitié des maisons au XIXe siècle du village étaient des constructions à colombage et torchis, grâce à cette présence de la forêt et d’un sol argileux. Les deux clous rappellent la production d'une forge qui a fonctionné au lieudit Maucourt, au milieu du XIXe siècle. Ils représentent également les autres industries de la commune : une huilerie, le moulin et une tuilerie. Armoiries composées par Robert A. LOUIS et Dominique LACORDE, avec l'avis de M. Daniel MAYOT, et adoptée le 7 septembre 2021, M. Joël FOURREAUX étant maire. |